# Gallaway
Gallaway è un comune nella Contea di Fayette, Stato del Tennessee, Stati Uniti d'America.